# Hans Emil Huitfeldt-Kaas

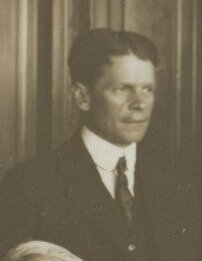
Hans Emil Huitfeldt-Kaas (1920)

Hans Emil Huitfeldt-Kaas, född 14 september 1869 i Kristiania (nuvarande Oslo), död 15 oktober 1948, var en norsk diplomat. Han var son till Henrik Jørgen Huitfeldt-Kaas. 
Huitfeldt-Kaas blev student 1887 och juris kandidat 1892, var några år anställd i inrikesdepartementet och sedermera 1900–02 konsulatstipendiat i London och Paris och 1904–05 vicekonsul i Shanghai. Han var legationssekreterare i Köpenhamn 1906–08 och i London 1908–11, blev legationsråd i Berlin 1912 och i Haag 1917 samt var från 1922–35 norsk minister i Köpenhamn och Haag.